# Alby (metropolitana di Stoccolma)
Alby è una stazione della metropolitana di Stoccolma.
È situata nel comune di Botkyrka, zona periferica esterna al comune di Stoccolma ma facente comunque parte della più vasta Contea di Stoccolma. La stazione si trova sul tracciato della linea rossa T13 della rete metroviaria locale, tra le fermate Fittja e Hallunda.
La sua apertura è avvenuta il 12 gennaio 1975, in concomitanza con l'ampliamento della tratta da Fittja fino all'attuale capolinea di Norsborg.
La piattaforma è sotterranea, collocata ad una profondità di 25 metri sotto il livello del suolo. È possibile accedervi da due entrate, ubicate presso il centro commerciale Alby centrum e presso la strada Langsmansbacken. La progettazione della stazione venne affidata all'architetto Michael Granit, mentre i suoi interni furono decorati dall'artista Olle Ängkvist.
L'utilizzo medio quotidiano durante un normale giorno feriale è pari a 5.600 persone circa.

## Tempi di percorrenza
| Linea | Capolinea | Tempo  | Stazione                                                  | Tempo                              |
| T13   | Ropsten   | 41 min | Liljeholmen Slussen Gamla stan T-Centralen Östermalmstorg | 23 min 29 min 31 min 33 min 35 min |
| T13   | Norsborg  | 3 min  | Liljeholmen Slussen Gamla stan T-Centralen Östermalmstorg | 23 min 29 min 31 min 33 min 35 min |